# Dipton
La ville de Dipton est une petite localité située dans la région du Southland dans l’Île du Sud de la Nouvelle-Zélande.

## Situation
Elle est localisée à 20 kilomètres au sud de la ville de Lumsden et à 60 kilomètres au nord de celle d'Invercargill.

## Accès
D'octobre 1875 jusqu’à sa fermeture le 13 décembre 1982, la ville de Dipton était située sur la ligne de chemin de fer de la branche de Kingston (en).

## Personnalités notables
Dipton était le domicile de l’ancien leader du Parti national de Nouvelle-Zélande qui fut Premier Ministre, Bill English, qui était né à proximité dans la ville de Lumsden.
C'est aussi le lieu de naissance de Todd Barclay (en), qui succéda à English comme MP pour le secteur électoral de Clutha-Southland (en).
Dipton est aussi tout près de la ferme d’éolienne de White Hill Wind Farm (en), terminée en 2007 par l'entreprise d'État néo-zélandaise Meridian Energy (en).